# Kalecik Karası
Pour les articles homonymes, voir Kalecik.
Le Kalecik Karası (noir de Kalecik) est un cépage noir donnant un des vins les plus réputés de Turquie.
Le nom de ce cépage est celui de sa région d'origine, le district de Kalecik dans la province d'Ankara. Il est actuellement cultivé dans des districts voisins du fleuve Kızılırmak. Du fait de la demande ce cépage est aussi cultivé dans d'autres régions de Turquie ayant des caractéristiques climatiques proches comme les plateaux de la province de Denizli ou la Cappadoce.
Les vins issus de ce cépage autochtone (qui n'a jamais été touché par le phylloxéra) sont réputés pour leurs arômes et saveurs uniques ainsi que leur belle tenue en bouche (les dégustateurs italiens lui trouvent certaines similitudes avec le Teroldego Rotaliano, alors que les français le comparent volontiers à un Gamay de haut niveau, de type « Morgon » ou encore « Moulin à Vent »).  Leur qualité a été reconnue ces dernières années dans de nombreuses compétitions internationales, ce qui a suscité intérêt et fierté chez les amateurs turcs ; la popularité des vins de Kalecik ne cesse conséquemment de croître sur le marché intérieur.
Ce cépage d'Anatolie Centrale, qui était au bord de l'extinction à la suite de siècles de négligence, a repris sa place méritée dans la viticulture grâce aux efforts soutenus d'experts turcs et français de la Faculté d'Agriculture de l'Université d'Ankara. Les vins qui en sont issus se distinguent par leur riche couleur rubis, leur équilibre délicat et de riches saveurs mariant baies rouges, cacao et vanille.  Leur finale, de longueur honorable, est fraîche et élégante, les tanins étant souples et bien fondus. Titrant entre 12 % et 14 % d'alcool, leur acidité peut varier de 4 à 7 grammes par litre et ils sont à leur meilleur lorsque servis entre 16 et 18 degrés Celsius.  Ils se marient harmonieusement avec les fromages vieillis, les viandes rouges, et particulièrement bien avec les tajines.